# 哈斯克爾 (新澤西州)
哈斯克爾（英語：Haskell）是位於美國新澤西州巴賽克縣的非建制地區。

## 歷史
哈斯克爾的郵局自1902年營運至今。

## 地理
哈斯克爾所處的海拔為高於海平面70米（即230英呎），而該地所採用的時區為UTC-5，即北美东部时区（EST）。同時該地設有夏令時間，為UTC-5調快一小時，即UTC-4（EDT）。